# Forcipomyia danica
Forcipomyia danica är en tvåvingeart som beskrevs av Jean-Jacques Kieffer 1915. Forcipomyia danica ingår i släktet Forcipomyia och familjen svidknott. Inga underarter finns listade i Catalogue of Life.